# Araméen

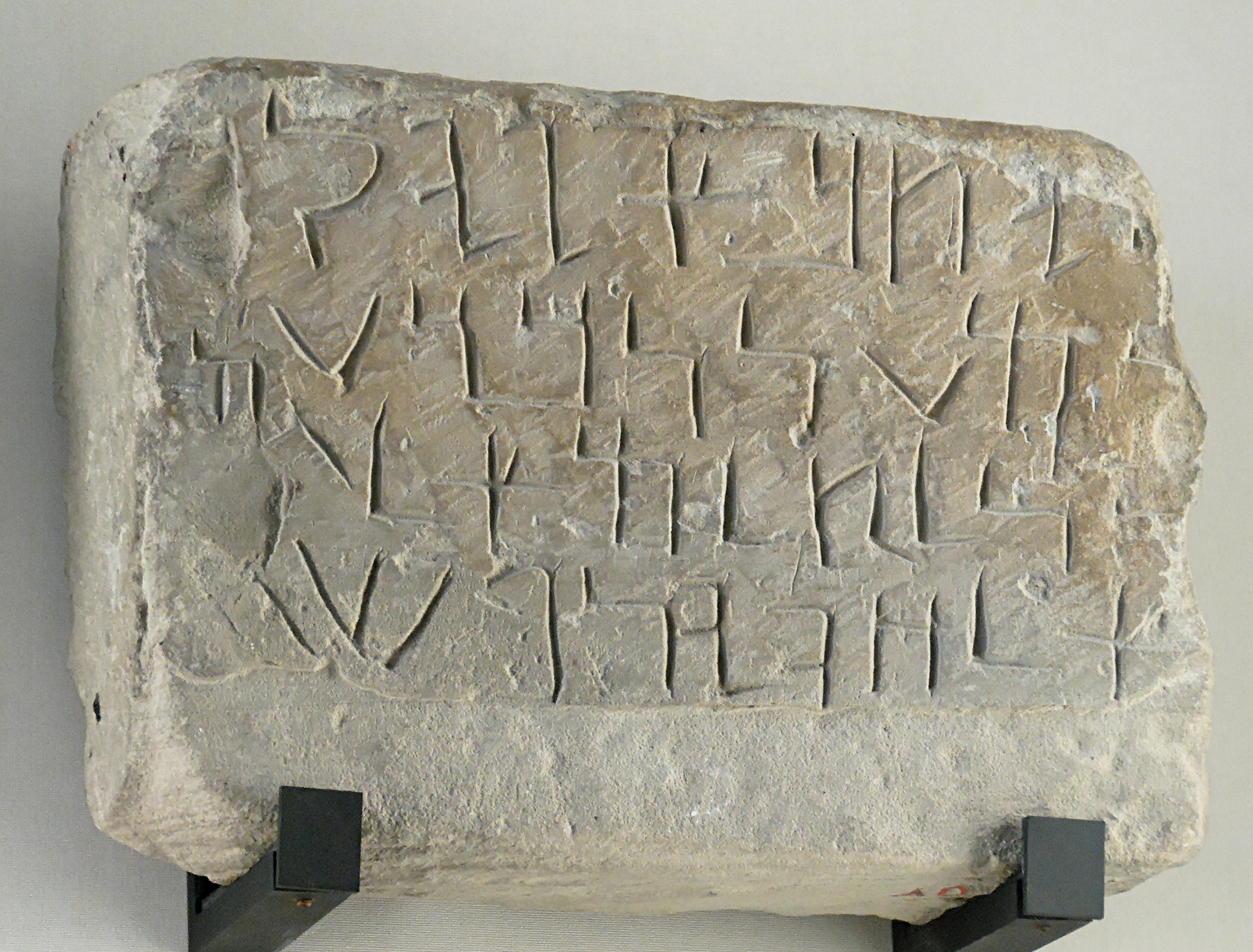
Stèle portant une dédicace en araméen au dieu Salm,, trouvée à Tayma en Arabie.

Ne doit pas être confondu avec Judéo-araméen.
Pour les articles homonymes, voir Araméen (homonymie).
Cette page contient des caractères spéciaux ou non latins. S’ils s’affichent mal (▯, ?, etc.), consultez la page d’aide Unicode.
L'araméen (en syriaque : ܐܪܡܝܐ arāmāyā, en phénicien : 𐤀𐤓𐤌𐤉𐤀, en araméen impérial : 𐡀𐡓𐡌𐡉𐡀, en araméen carré : אַרָמָיָא) est une langue qui appartient à la famille des langues chamito-sémitiques (ou langues afro-asiatiques). Son nom vient d'Aram, une très ancienne région du centre de la Syrie.
Dans cette famille des langues chamito-sémitiques, l'araméen appartient à la branche sémitique. Plus précisément, il constitue une partie de la sous-famille sémitique occidentale septentrionale, qui comprend également les langues cananéennes telles que l'hébreu et l'ougaritique. L'alphabet araméen a été largement adopté pour écrire d'autres langues et il est l'ancêtre des alphabets hébreu et arabe, ainsi que de l'alphabet kharoshthi dans le nord-ouest de l'Inde, et peut-être l'alphabet brahmi.
Les variétés modernes de l'araméen sont le ma'alouléen (ou néo-araméen occidental), le mandéen moderne (ou ratna), le touroyo (l'un des deux dialectes du néo-araméen central) et le soureth (ou néo-araméen du nord-est).
Durant ses 3 000 ans d'histoire écrite, l'araméen a été utilisé comme langue administrative d'empires de la région et comme langue de culte. C'était une des langues quotidiennes en Judée pendant la période du Second Temple de Jérusalem (539 av. J.-C. – 70 apr. J.-C.), et donc la langue parlée par Jésus-Christ,, la langue d'une grande partie des livres bibliques de Daniel et d'Esdras, et la principale langue du Talmud. Toutefois, le judéo-araméen était différent par les caractères et par la grammaire. 

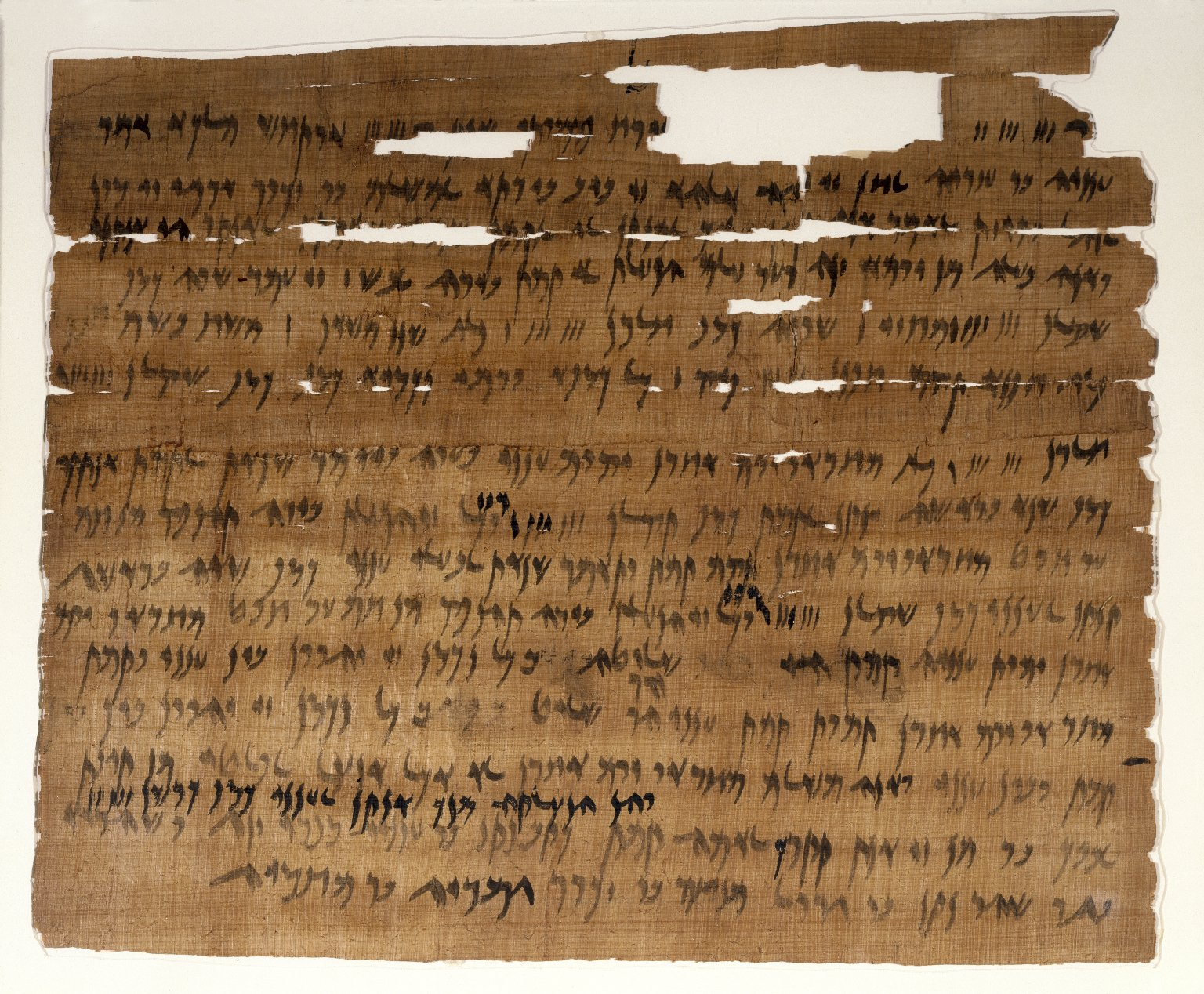
Acte de mariage en araméen, 449 avant J. C.

La longue histoire de l'araméen et son utilisation diversifiée et généralisée ont abouti à la création de nombreux dialectes, parfois considérés comme des langues. Ainsi, il n'y a pas eu une langue araméenne statique. Chaque époque et chaque zone géographique a plutôt eu sa propre variété. L'araméen a été retenu comme langue liturgique par certaines Églises orientales, sous la forme du syriaque, variété araméenne dans laquelle a été diffusé le christianisme oriental. Ces communautés parlent encore cette langue ou emploient une autre forme d'araméen comme langue vernaculaire.
L'araméen moderne est parlé aujourd’hui comme première langue par de nombreuses petites communautés  chrétiennes, juives, éparses et en grande partie isolées, et par les groupes ethniques mandéens de l'Asie occidentale — les plus nombreux, les Assyriens, la parlent sous la forme de l'assyrien néo-araméen et du chaldéen néo-araméen —. Toutes ces communautés ont conservé une utilisation dominante comme langue véhiculaire d'une des langues araméennes, malgré les transferts linguistiques.
Les langues araméennes sont considérées comme des langues en voie de disparition.

## Importance historique de l'araméen

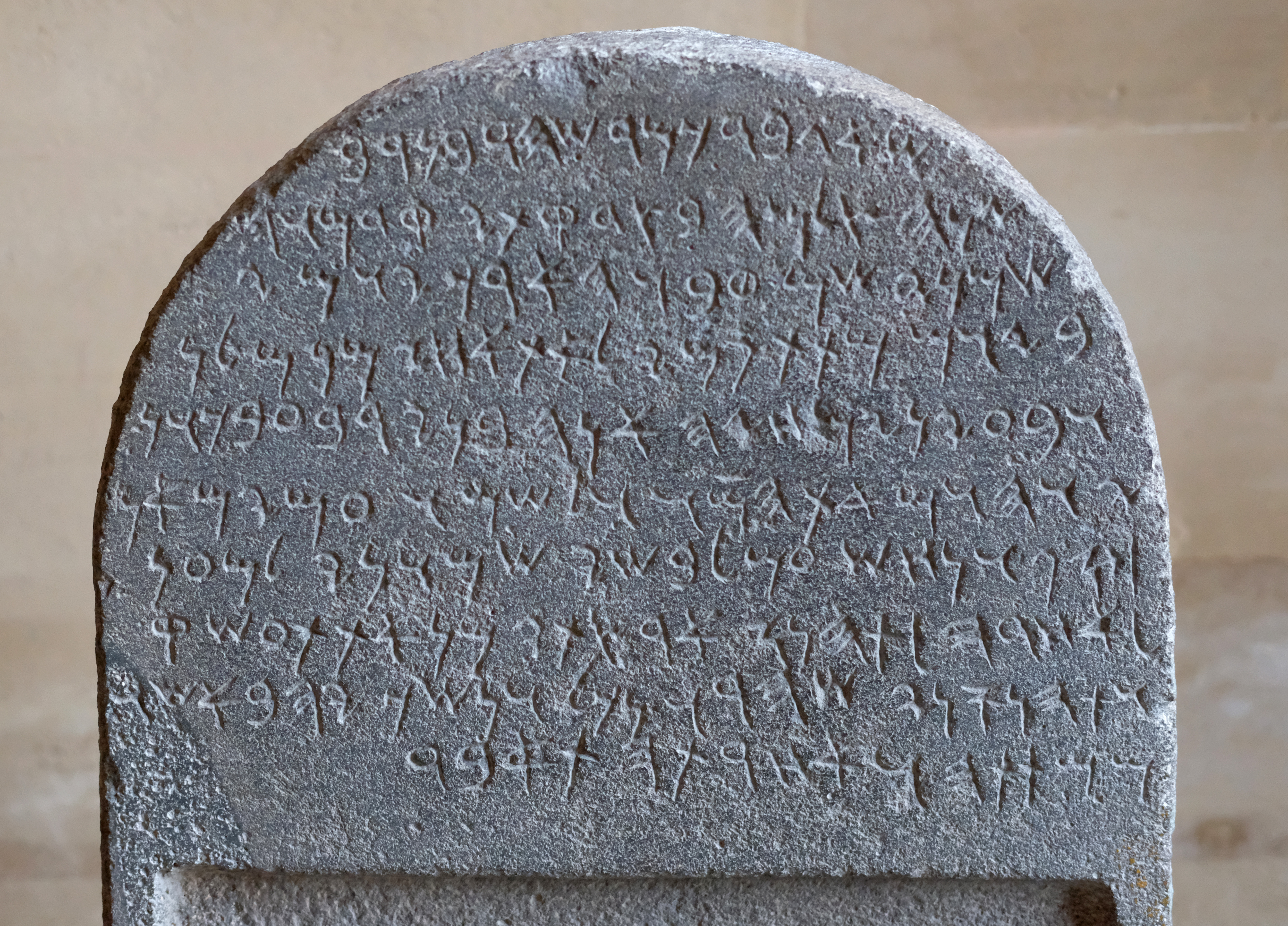
Inscription en araméen sur la stèle funéraire de Si'gabbor trouvée à Neirab (début du).

L'araméen est attesté à partir du IXe siècle av. J.-C. et prospère d'abord au sein des empires néo-assyrien et néo-babylonien.
Au VIe siècle av. J.-C. et jusqu'à son remplacement par le grec après les conquêtes d'Alexandre le Grand, l'un des dialectes de l'araméen était la langue administrative de l'Empire perse. Du IIIe siècle jusqu'à 650 apr. J.-C., c'était la principale langue parlée du Proche-Orient. L'araméen écrit est utilisé par l'administration de plusieurs localités dont Édesse et Palmyre; l'évolution de ce standard donnera naissance au syriaque. L'araméen écrit est également utilisé en Palestine, en concurrence avec l'hébreu. La langue a donné son nom à l'alphabet araméen avec lequel elle était écrite. L'araméen pouvait servir de langue véhiculaire ou lingua franca.
Une des plus grandes collections de pièces en araméen achéménide, au nombre de 6 000 lisibles (correspondant à environ 500 textes déchiffrés), est celle des tablettes de Persépolis,.
L'araméen était la « langue de relation » de cette époque, la langue de l'éducation et du commerce. Au VIIIe siècle av. J.-C., on parlait couramment l'araméen de l'Égypte à l'Asie majeure, jusqu'au Pakistan, et c'était la principale langue des grands Empires d'Assyrie, de Babylone et, plus tard, de l'Empire chaldéen ainsi que du gouvernement impérial de la Mésopotamie. L'araméen s'est également répandu en Palestine, supplantant entre 721 et 500 av. J.-C. l'hébreu comme langue la plus couramment parlée. Une grande partie de la loi judaïque a été créée, débattue et transmise en araméen, et c'est aussi la langue à la base du Talmud.
C'est pourquoi on considère que l'araméen était la langue de Jésus de Nazareth et de ses disciples : si les Évangiles, qui datent du Ier siècle, sont rédigés en grec car ayant vocation à toucher des populations hellénophones, il leur arrive de citer le Christ en araméen.
Langue historiquement employée pour exprimer des idées religieuses, l'araméen constitue un lien entre le judaïsme et la chrétienté. Le professeur Franz Rosenthal a écrit, dans le Journal of Near Eastern Studies (traduction libre) : « À mon avis, l'histoire de l'araméen représente le triomphe, pur et simple, de l'esprit humain incarné dans la langue (qui est la forme la plus directe de l'expression de l'esprit)… [Cette langue] réussissait, avec force, à promulguer les questions spirituelles. »

## Groupes

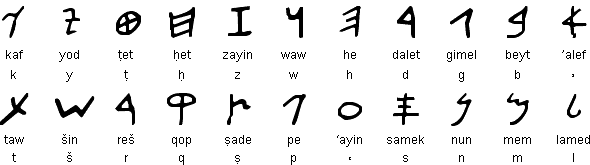
Alphabet araméen ancien

L'araméen a toujours existé sous forme de multiples dialectes. Les trois groupes dialectaux actuels sont :
- le néo-araméen occidental (syriaque occidental), parlé par quelques milliers de locuteurs de trois villages syriens de l'Anti-Liban (dont Maaloula), et probablement par certaines familles de la diaspora dans les villes syriennes et libanaises et en Amérique.
- le néo-araméen oriental (néo-syriaque, syriaque vulgaire), qui compterait des centaines de milliers de locuteurs particulièrement dans le Nord de l'Irak appelé « soureth », dans le Caucase et dans la diaspora (Europe, Amériques, Australie), membres de diverses églises chrétiennes orientales (voir Assyriens), Juifs targoumis (en) (ou Juifs kurdes, voir lishán didán et judéo-araméen) ou mandéens.
- le néo-araméen central parlé par quelques centaines de milliers de locuteurs des villages du Tur Abdin (sud-est de la Turquie : dialecte touroyo) et de sa diaspora. Aussi, en Syrie dans le gouvernorat de Hassaké et en diaspora particulièrement en Suède.

L'hébreu, l'arabe et le persan ont emprunté de nombreux mots à l'araméen.

## Propagation
Les papyrus araméens d’Éléphantine, témoins de la vie d'une communauté juive en Égypte à l'époque achéménide, constituent un autre important corpus de textes.

### Communauté juive

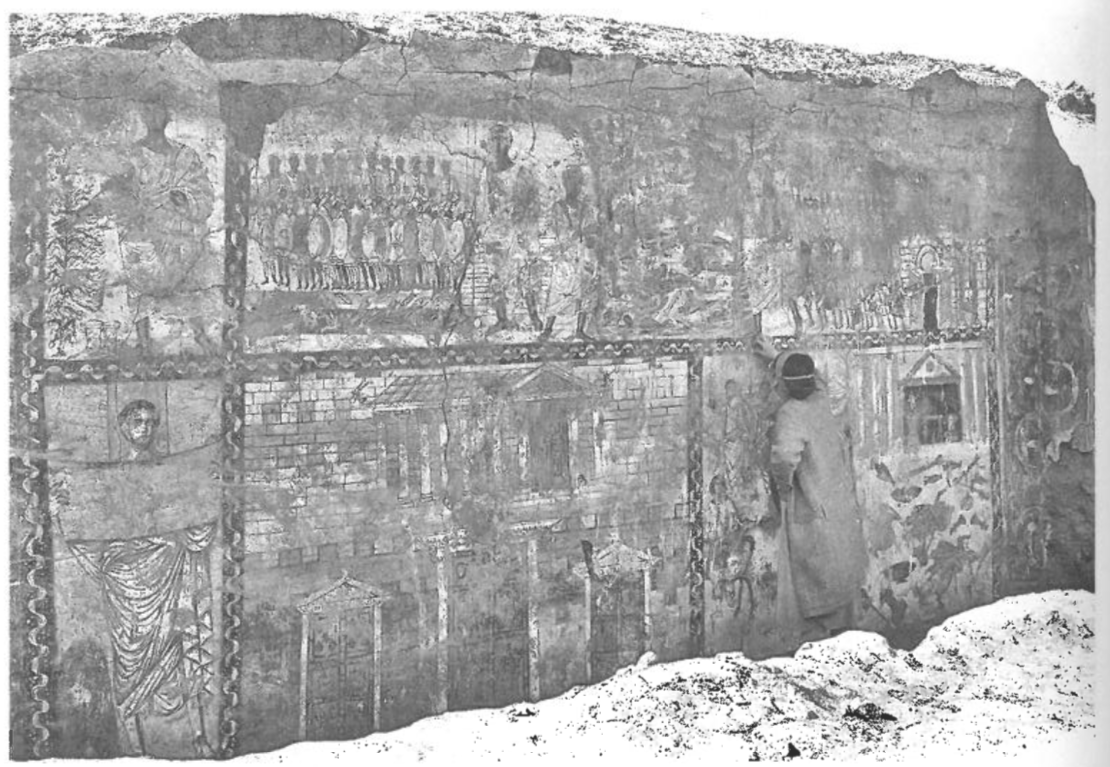
Inscriptions en araméen sur les murs de la synagogue de Doura Europos en Syrie.

Le Livre de Daniel et le Livre d'Esdras sont écrits en partie en araméen.
Parmi les manuscrits de la mer Morte, une centaine est constituée de textes rédigés en araméen, notamment des traductions de la Bible (targoums).
Le Targoum Onkelos, attribué traditionnellement à Onkelos, est la traduction officielle de la Torah utilisée par la communauté juive. L'araméen était également la langue employée par les rabbins qui ont participé à l'écriture du Talmud de Babylone et du Talmud de Jérusalem, langue dans laquelle les deux Talmuds furent rédigés intégralement. Seule la Mishna est rédigée en hébreu. Ainsi un étudiant talmudique digne de ce nom a souvent de meilleures connaissances en araméen qu'en hébreu moderne.

### Époque de Jésus

Les dialectes araméens parmi les langues sémitiques de l'Antiquité.

L'araméen était, pense-t-on, la langue usuelle en Judée du temps de Jésus de Nazareth et le resta dans toute la région, puisque Mani prêchera en araméen. Bien que certains historiens estiment que l'emploi du grec s'était alors étendu à tout le pourtour de la Méditerranée, les Galiléens ne parlaient pas le grec et ne commencèrent à le parler qu’au IIe siècle, lorsque le Sud de la Galilée fut urbanisé ; dans le Nord de la Galilée, on ne trouve que peu d’inscriptions en grec, elles sont en hébreu ou en araméen.
Dans les Évangiles, des expressions araméennes de Jésus sont transcrites : « Talita qoum » (Mc 5,41), « Ephphata » (Mc 7,33), ainsi que le « Rabbouni » dont Marie de Magdala l'honorait (Jn 20,16).
On estime que Jésus de Nazareth a prêché en araméen.
Une phrase mise dans la bouche de Jésus (« Mon Dieu, mon Dieu, pourquoi m'as-tu abandonné ? ») est transcrite différemment dans l'évangile selon Marc et dans l'évangile selon Matthieu.
Le texte de Westcott-Hort (en) se présente ainsi :
- Dans Matthieu 27:46 : « ελωι ελωι λεμα σαβαχθανι[19] » (« elôi, elôi, lema sabachthani »).
- Dans Marc 15:34 : « ελωι ελωι λαμα σαβαχθανι[20] » (« elôi, elôi, lama sabachthani »).

Le Codex Bezæ, les versions du Stephanus New Testament (1550) et Scrivener New Testament (1894) donnent une autre version de Matthieu 27:46 : « ηλι ηλι λαμα σαβαχθανι » (« êli, êli, lama sabachthani »). Cette transcription en grec du passage de Matthieu, ηλι, est plus proche de l'hébreu officiel de l'époque.
La Traduction œcuménique de la Bible (TOB) signale en note que les deux versets représentent une citation en araméen de psaumes 22:2 (en hébreu, אֵלִי אֵלִי לָמָה עֲזַבְתׇנִי) (Eli, Eli, lama azavtani) « mon Dieu, mon Dieu, pourquoi m'as-tu abandonné ». La Bible de Jérusalem met en note sur le verset de Marc 15:34 : « Jésus a dû prononcer en araméen, Élahî, transcrit Élôï, peut-être sous l'influence de l'hébreu Élohim. » Ces deux traductions transcrivent Éli (Eli) pour Matthieu, et Élôï (Eloï) pour Marc.

### Moyen Âge
Le Sefer HaZohar (Livre de la Splendeur), livre ésotérique juif, est rédigé en araméen. Il aurait été écrit soit en Palestine au IIe siècle par le rabbin Shimon bar Yohaï, soit par une multiplicité d'auteurs réunis en « cercles » kabbalistiques disséminés dans l'entourage de Moïse de León au XIIIe siècle.
Le siège de Ctésiphon (637) (en) serait à l'origine de l'incendie commis par les troupes musulmanes, qui détruisit les immenses bibliothèques parthes en araméen de la capitale perse sous les Sassanides,.

### De nos jours
Le premier logiciel de traitement de texte en langue araméenne a été élaboré en 1986-1987 au Koweït par Sunil Sivanand, un jeune professionnel des technologies de l'information qui est maintenant directeur général et ingénieur en chef chez Acette, une société implantée à Dubaï. Le projet avait été parrainé par Daniel Benjamin qui était à la tête d'un groupe de personnes qui s'efforcent de préserver et de faire revivre la langue araméenne[réf. nécessaire].
Depuis la seconde partie du XXe siècle, la majorité des Araméens vivent dans la région du Proche-Orient.
Depuis la guerre du Golfe en 1990-1991, et surtout depuis 2003, aux suites de l'intervention américaine en Irak lors de la Guerre d'Irak, les Araméens sont menacés. En 2014, l'État islamique, ou Daech, est proclamé, et cet État non reconnu internationalement, s'étendant sur une grande partie est de la Syrie, et nord-ouest de l'Irak, persécuta les populations araméennes, souvent chrétiennes. Des massacres furent signalés, ainsi que des cas d'esclavagisme. Les dialectes araméens sont en danger critique d'extinction, car les populations fuient les combats et les persécutions, et rejoignent les autres cohortes de réfugiés[réf. nécessaire].
Dans les années 2010, l'araméen est considéré comme une langue en voie de disparition,. Selon l'Unesco, il compte alors encore un demi-million de locuteurs, dans des villages et régions reculées de la Syrie, du sud-est de la Turquie, du nord de l'Irak et de l'Iran, et au sein de diasporas autour de Paris (à Sarcelles notamment), en Suède et aux États-Unis. En Syrie, il est notamment parlé dans trois villages des environs de Damas, dont Maaloula (20 % des habitants le maîtrisent, essentiellement les plus âgés), ainsi que dans le nord-est de la Syrie. Afin d'assurer la survie de la langue, les écoliers de Maaloula reçoivent un cours d'araméen par jour.

## Sources des évangiles en araméen
Certains chercheurs qui n'adhèrent pas au consensus sur cette question postulent que les Évangiles ont été rédigés en hébreu (Claude Tresmontant) ou en araméen (Abbé Jean Carmignac, qui ne tranche pas entre l'hébreu et l'araméen).
La version en araméen des Évangiles est incluse dans la Peshittâ, la bible en langue araméenne. Sa datation et son origine sont controversées.

### Filmographie
- Robert Alaux, Les Derniers Assyriens, Paris, 2003 (film documentaire de 52 minutes évoquant l'origine des langues araméennes et syriaque).